# Sân bay Arvaikheer
Sân bay Arvaikheer (IATA: AVK, ICAO: ZMAH) là một sân bay công cộng nằm tại Arvaikheer, tỉnh lị tỉnh Övörkhangai tại Mông Cổ.

## Điểm đến
| Hãng hàng không         | Điểm đến           |
| ----------------------- | ------------------ |
| MIAT Mongolian Airlines | Altai, Ulaanbaatar |